# Physical Review A
Physical Review A (também conhecido como PRA) é uma revista científica mensal revisada por pares publicada pela American Physical Society que abrange física atômica, molecular e óptica e informação quântica. Desde 2021 o editor era Jan M. Rost (Instituto Max Planck para a Física de Sistemas Complexos).

## História
Em 1893, a Physical Review foi estabelecida na Universidade Cornell. Ela foi assumida pela American Physical Society (formada em 1899) em 1913. Em 1970, a Physical Review foi subdividida em Physical Review A, B, C e D. Naquela época, a seção A recebeu o subtítulo Physical Review A: General Physics. Em 1990, iniciou-se um processo para dividir esta revista em duas, resultando na criação da Physical Review E em 1993. Portanto, em 1993, a Physical Review A mudou sua declaração de escopo para Física Atômica, Molecular e Óptica. Em janeiro de 2007, a seção da Physical Review E que publicava artigos sobre óptica clássica foi incorporada à Physical Review A, unificando as partes clássica e quântica da óptica em uma única revista. Em 2016, a Physical Review A ampliou sua declaração formal de cobertura para incluir explicitamente informação quântica, que tem sido uma seção dentro da revista desde 1998.

## Rapid Communications
Physical Review A Rapid Communications foi introduzida em 1981 para fornecer um espaço para a rápida publicação de artigos de alto impacto, semelhante ao Physical Review Letters, mas para um público mais especializado. A partir de 1º de maio de 2012, os editores tornaram o requisito de significância nos artigos Rapid mais explícito. Além disso, a partir de 8 de março de 2010, os editores colocaram os artigos recém-publicados de Rapid Communications em rotação como destaques no site da Physical Review A, para dar-lhes mais visibilidade.

## Sugestões dos Editores
Em agosto de 2013, a Physical Review A começou a marcar alguns artigos publicados na revista que os editores consideraram de particular interesse, importância ou clareza como Sugestões dos Editores, para dar-lhes maior visibilidade.

## Resumos e indexação
As revistas Physical Review foram resumidas e indexadas em:
- Chemical Abstracts Service/CASSI[12]
- Inspec[13]
- Clarivate Web of Science
- Google Scholar
- INSPIRE-HEP
- NASA Astrophysics Data System (ADS)
- PubMed
- Scopus

De acordo com o Journal Citation Reports, a revista teve um fator de impacto de 3.989 em 2020.